# 富士市立今泉小学校
富士市立今泉小学校（ふじしりつ いまいずみしょうがっこう）は、静岡県富士市今泉にある市立の小学校。

## 基本情報
- 通級指導教室（すずらん学級）が設置されている（富士市内では、岩松小と今泉小の2校のみ）。

通学区域
- 田宿、御殿、吹上、寺市場、市場、一の宮町１.２.３、立小路、栄町、富士見町、水の上、仲町、泉町、鍛治町１.２.３、上和田町、吉原緑ヶ丘（芙蓉会を除く）、和田町１.２、新橋、依田橋、駿河台１.２.３.４、南仲町、北仲町、新富士見町、春日町

進学先中学校
- 富士市立吉原第二中学校
- 特別支援学級の知的学級の児童は富士市立吉原第二中学校へ、情緒学級の児童は富士市立吉原第一中学校へ進学[1]。

## 指定避難所
春日町、田宿、富士見町、仲町、和田町１･２、新橋、依田橋、北仲町、南仲町、新富士見町

## 沿革
- 1873（明治6）年 - 9月、前年に文部省の出した「小学教則」を受け、富士郡の今泉村原田村組合により、寺市場の妙延寺境内の土蔵を利用して、共立小学校「原泉舎」が設立される（この建物は現在、広見公園内に移築保存されている）。
- 1878（明治11）年 - 5月1日、水の上の郷倉跡を増改築した新校舎に移転（現在の今泉まちづくりセンターの場所。今も田宿川に掛かる近くの橋に学校橋の名が残る）。
- 1880（明治13）年 - 富士郡今泉村公立小学校原泉舎となる。
- 1890（明治23）年 - 富士郡今泉尋常小学校となり、神戸分校を設置（明治25年に廃止されるが、明治44年に再設置され、昭和22年に独立した。現在の富士市立神戸小学校）。
- 1912（明治45）年 - 高等科を設置し、富士郡今泉尋常高等小学校となる。
- 1936（昭和11）年 - 現在地への校舎移転新築工事を開始。翌年に工事完了、落成記念式典が行われた。
- 1938（昭和13）年 - 二宮金次郎像が立てられる。
- 1941（昭和16）年 - 国民学校令公布に伴い、富士郡今泉村今泉国民学校（初等科・高等科）となる。
- 1942（昭和17）年 - 6月14日、今泉村が吉原町に編入され、富士郡吉原町今泉国民学校となる。
- 1947（昭和22）年 - 新学制施行に伴い、富士郡吉原町立今泉小学校となる。高等科を母体に吉原町立吉原中学校[注釈 1]が発足。
- 1948（昭和23）年 - 3月、岡本敏明作曲・田中末広作詞による校歌を制定、新築十周年記念式典にて披露。4月3日、市制施行に伴い、吉原市立今泉小学校となる。
- 1958（昭和33）年 - 3月、「孝子之碑」（今泉村の孝子・中村五郎右衛門を顕彰する碑で、大正6年6月に完成）を東海道筋の新橋から校地に移転。
- 1966（昭和41）年 - 11月1日、富士市・吉原市・鷹岡町の合併により、富士市立今泉小学校となる。
- 1975（昭和50）年 - 鉄筋コンクリート建築の新校舎起工。
- 1978（昭和53）年 - 新校舎完成、創立百周年記念式典を開催。